# Testimonio de la Verdad
El Testimonio de la Verdad es el tercer manuscrito del Códex IX de la Biblioteca de Nag Hammadi. La copia manuscrita de los códices de Nag Hammadi, descubierta en 1945 se encuentra en muy mal estado y está demasiado fragmentada, a veces, para su comprensión.
El texto es diferente a otros textos cristianos, como en no representar al martirio como algo que deba ser glorificado:
Los tontos, creyendo en su corazón que si confiesan "Somos cristianos" sólo de palabra, pero no con poder, mientras se entregan a la muerte, sin saber a dónde van o quién es Cristo, pensando que van a vivir, están en un error, sólo apresuran a los principados y autoridades...

Pero cuando se "perfeccionan" con la muerte (de un mártir), este es el pensamiento que tienen: "Si nos entregamos nosotros mismos a la muerte en Su Nombre seremos salvados". Estas cuestiones no se resuelven de esta manera. Pero como la acción de las estrellas errantes, dicen que han "completado" su inútil "curso",... Pero [...] se han entregado a sí mismos ...
Habla del bautismo como que es algo más que lo que se ve, salpicar con un poco de agua; sino que significa renunciar al mundo mediante la retirada de la vida económica, marital y social:
Hay algunos que, al entrar en la fe, [reciben] el bautismo en el suelo y lo tienen como una esperanza de salvación...Pero el bautismo de la verdad es algo más, lo es por la renuncia al mundo donde se encuentra.
El Testimonio de la Verdad, también cuenta la historia del Jardín del Edén desde el punto de vista de la serpiente. La serpiente, reconocida desde hace tiempo en la literatura gnóstica como el principio de la sabiduría divina, convence a Adán y Eva para que participen del conocimiento, mientras que "el Señor" les amenaza con la muerte, tratando celosamente de evitar que alcancen el conocimiento, y expulsándolos del Paraíso cuando lo consiguen.